# Спомен капела у Брежђу
Спомен капела у Брежђу, насељеном месту на територији општине Мионица, евидентирано је непокретно културно добро.
Капела је саграђена после Првог светског рата и посвећена палим ратницима у балканским ратовима и Првом светском рату. 
На капели су изведени радови санације који су обухватили кровне конструкције, покривање новим покривачем, обијање дерутног малтера, постављање металних затега, малтерисање, постављање нових врата и дрвене ограде око капеле.